# Лукінов Іван Іларіонович
Іван Іларіонович Лукінов (5 жовтня 1927, с. Попівка Корочанського району, тепер Бєлгородської області, Російська Федерація — 4 грудня 2004, Вашингтон, США) — український науковець-економіст, академік АН УРСР (з 1976), віцепрезидент АН УРСР (з грудня 1979), академік АН СРСР (з 1984), академік ВАСГНІЛ (1973). Почесний член Шведської королівської академії сільського та лісового господарства (1975), член Міжнародної асоціації економістів-аграрників (1970), член Європейської асоціації економістів-аграрників (1977). Директор Інституту економіки АН УРСР (1976—2003).
Депутат Верховної Ради УРСР 10—11-го скликань. Член Ревізійної комісії КПУ в 1976—1981 р. Член ЦК КПУ в 1981—1990 р.

## Біографія
Народився 5 жовтня 1927 в с. Попівка Корочанського району Бєлгородської області, Російська Федерація. 
У 1941 році закінчив 8 класів середньої школи.
З 1943 до 1946 року навчався у Корочанському сільськогосподарському технікумі.
З 1949 року працював на посадах техніка та інженера Північно-Донецької експедиції «Агролісопроект»; референт, молодший науковий співробітник Інституту економіки АН УРСР, науковий співробітник АН УРСР.
У 1951 році з відзнакою закінчив економічний факультет Харківського сільськогосподарського інституту імені В. В. Докучаєва.
Член КПРС з 1953 року.
У 1954 році закінчив аспірантуру Інституту економіки Академії наук УРСР (Київ).
У 1954 році захистив кандидатську дисертацію на тему: «Перспективи розвитку плодівництва і виноградарства в колгоспах півдня Української РСР (на прикладі колгоспів Баштанського та Снігурівського районів Миколаївської області».
З 1956 до 1967 року — завідувач сектору економіки і науки сільськогосподарського відділу ЦК Компартії України.
У 1964 році захистив докторську дисертацію на тему: «Ціноутворення та рентабельність виробництва сільськогосподарських продуктів».
У 1968 році йому було присвоєно наукове звання професора.
З 1967 до 1976 року очолював Український науково-дослідний інститут економіки і організації сільського господарства ім. О. Г. Шліхтера.
У 1968—1977 роках — відповідальний редактор міжвідомчого збірника «Економіка і організація сільського господарства».
У 1970 році обраний членом Міжнародної асоціації економістів-аграрників.
З 1976 по 1980, та з 1993 по 1995 роки — член Президії та академік-секретар Відділення економіки України НАН України.
З 1976 до 2003 року очолював Інституту економіки АН УРСР (згодом Національної АН України).
З 1977 до 2004 року — головний редактор журналу «Економіка України».
У 1979—1993 роках — віцепрезидент, голова Секції суспільних наук НАН України.
З 2003 року — почесний директор Інституту економіки, а з 1 січня 2004 року — Об'єднаного інституту економіки НАН України.
З червня до грудня 2004 року — радник Президії НАН України.

Могила Івана Лукінова, Байкове кладовище

Помер у Вашингтоні на 78-му році життя 4 грудня 2004 року. Похований в Києві, на Байковому кладовищі (ділянка № 49б, 50°25′2.97″ пн. ш. 30°30′3.06″ сх. д. / 50.4174917° пн. ш. 30.5008500° сх. д.).

## Родина
Дружина — мовознавиця, доктор філологічних наук Тетяна Лукінова (нар. 1927).

## Основні твори
Опубліковано близько 600 наукових праць, в тому числі 77 книг і брошур, з них 30 монографій.
- «Проблемы экономических взаимоотношений государства с колхозами», К., 1974
- «Воспроизводство и цены» — М.: Экономика, 1977. — 431 с.
- «Аграрные проблемы развитого социализма» 1979
- «Економічні трансформаціï» (наприкінці XX сторіччя) / Нац. АН Украïни. Ін-т економіки. — Киïв, 1997. — 455 с.
- «Эволюция экономических систем»

## Нагороди
- орден «Знак Пошани» (1966);
- два ордени Трудового Червоного Прапора (1971, 5.10.1977);
- лауреат премії Всесоюзної академії сільськогосподарських наук (1975);
- лауреат Державної премії України у галузі науки і техніки (1979);
- орден Леніна (1986);
- Почесна грамота Президії Верховної Ради Української РСР (2.10.1987);
- лауреат премії ім. М. Птухи НАН України (1997, 1998);
- Заслужений діяч науки і техніки України (1997);
- лауреат Премії НАН України імені М. В. Птухи (1999).

Міжнародні нагороди: 
- золота медаль Асоціації сприяння національної промисловості (Франція, 1999);
- «Золота медаль М. Д. Кондратьєва» (Росія, 2001);
- золота медаль «Керівник Європейського співтовариства ХХІ століття» Міжнародної компанії Європейські контракти (Люксембург, 2001);
- почесна медаль Американського біографічного інституту (США, 2002);
- «Міжнародний приз миру» Сполученої культурної конвенції (США, 2003);
- «Медаль Наполеона» (Франція, 2003) та ін.

## Вшанування пам'яті
У 2017 році у Києві, на будинку 2-4/7 по вулиці Пушкінській, де у 1957—2004 роках жив Іван Лукінов, встановлена меморіальна дошка в пам'ять про нього.